# My First Lady
My First Lady (Originaltitel: Southside with You) ist ein US-amerikanischer Kinofilm, der erstmals auf dem Sundance Film Festival am 24. Januar 2016 gezeigt wurde. Der Kinostart in Deutschland war am 15. September 2016.

## Handlung
Der junge Barack Obama möchte im Jahr 1989 das Herz der Anwältin Michelle Robinson bei einem ersten Rendezvous gewinnen. Sie besichtigen das Art Institute of Chicago und sehen Spike Lees „Do the Right Thing“ im Kino.

## Kritiken
„Das eigene Bild in den Geschichtsbüchern kann auch Barack Obama nur bedingt gestalten. Sein Pop-Image aber schon. Die Grenzen zwischen beiden verwischen ohnehin. Die sanfte Überzeichnung, mit der 'Southside With You' den Eiscreme-Laden, vor dem sich Michelle und Barack das erste Mal küssen, ins Licht rückt, fügt sich in diese Inszenierung. Am Ende ist der Film so auch nur eine weitere 'origin story' eines Superhelden: Barack Begins.“

„So gesehen ist My First Lady gar nicht in erster Linie ein Film über den Präsidenten und seine Frau, sondern vor allem ein Film über die Magie der Liebe, so wie der Regisseur sie auch selbst erlebt hat. Statt vorrangig die Geschichte des amtierenden Präsidentenpaares zu erzählen, konzentriert sich Tanne darauf, zwei Menschen wahrhaftig und ihre Anziehung real aussehen zu lassen. Dass die beiden später der Präsident und die First Lady sein werden, wird da im Grunde zum Bonus.“

„That “Southside With You” has meticulously reverse-engineered our knowledge of the Obamas into a sweet, sexy, highly flattering youth portrait is less a criticism than a simple statement of fact. Whether taken as storytelling, propaganda or an artful hybrid of both, it’s a movie that unabashedly wraps its real-life subjects in a humanizing embrace.“